# Zilveroorhoningeter
De zilveroorhoningeter (Lichmera argentauris) is een zangvogel uit de familie Meliphagidae (honingeters).

## Verspreiding en leefgebied
Deze soort is endemisch op de Molukken en eilanden van West-Papoea.

## Status
De grootte van de populatie is niet gekwantificeerd maar de soort wordt omschreven als zeldzaam en plaatselijk. Op de Rode lijst van de IUCN heeft deze soort de status niet bedreigd.